# Michael J. McCulley
Pour les articles homonymes, voir McCulley.
Michael James McCulley dit Mike McCulley est un astronaute américain né le 4 août 1943.

## Vols réalisés
Il réalise un seul vol en tant que pilote de la mission Atlantis STS-34, le 18 octobre 1989.